# سیف بن عمر
سیف بن عمر التمیمی از مورخان اوایل اسلام است. تقریباً از زندگی او به جز اینکه در کوفه می‌زیسته و از طایفهٔ عُصَیِّد و بخش عمر از قبیلهٔ تمیم بود چیز دیگری در دسترس نیست.
اهمیت او به دلیل کتابش «کتاب الفتوح الکبیر و الردّة» است که منبع اصلی محمد جریر طبری برای تاریخ جنگ‌های رده است. او همچنین منبع اصلی طبری در شرح فعالیت‌های عبدالله بن سبا بر ضد عثمان است.
صحت اخبار او همیشه مورد تردید حدیث‌شناسان بوده‌است: برخی او را زندیق خوانده‌اند و برخی گفته‌اند که او جعلیات را به راویان معتبر منسوب می‌کرد. مورخان جدید هم این تردیدها را تأیید کرده‌اند و تناقضات ناممکن تاریخ او را با تاریخ‌های ابن اسحاق و واقدی تأیید کرده‌اند. 
سیف و ابومخنف شبیه هم بودند اگر همان خبر را از استادان مشترک خود نقل می کردند،یکسان نقل میکردند ولی  اگر از افراد قبیله خود نقل قول میکنند، قول آنها متفاوت میشود.
سیف  از قبیله بنی تمیم و ابومخنف  از بنی ازد بود. جواد علی مورخ عراقی می‌گوید: «سیف متعصب به قبیله‌اش بود و مقامش را بالا می‌برد و بر آن می‌افزاید و در همه حوادث قهرمان می‌کرد، مثل اکثر مورخان زمان خود، که به قبایل خود میافزودند. به  آنها تکیه نکنید .. نمی‌خواهم او را به خاطر این شور افسارگسیخته سرزنش کنم، زیرا دوران او دوران قبایل بود و نظام سیاسی موجود، یک نظام قبیله‌ای بود.»

## زندگی
سیف در سال 90 قمری به دنیا آمد و در مدینه بزرگ شد و تحصیلات اولیه خود را فرا گرفت و از علمای بزرگ آموخت، مانند: اخبار و حدیث را از القاسم بن محمد (نوه ابوبکر) فرا گرفت. وقتی قاسم در سال 107 هجری درگذشت، سیف از شاگردش سهل بن یوسف انصاری بسیار فرا گرفت و این کار را برای او آسان کرد. عبد الله بن سعید انصاری نوه ثابت بن الجثه و موسی بن عقبه و  هشام بن عروه از دیگر استادان او هستند.